# Emma Theofelus

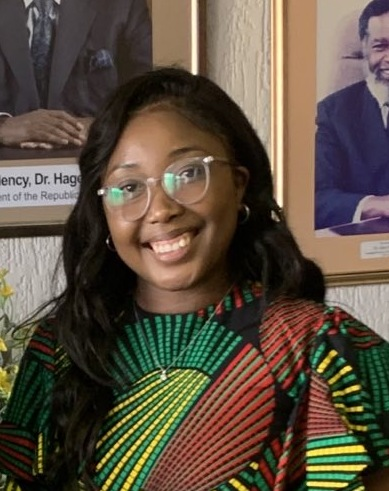
Emma Theofelus (2023)

Emma Inamutila Theofelus (auch Theofilus, * 28. März 1996 in Windhoek) ist eine namibische Politikerin, die seit 2020 für die SWAPO Mitglied der Nationalversammlung ist. Seit 2020 war sie außerdem Vizeministerin im Ministerium für Information und Kommunikationstechnologie und übernahm am 9. Februar 2024 den Ministerposten.

## Leben
Emma Theofelus’ Eltern arbeiten beide im Polizeidienst. Sie wuchs in Windhoek auf und machte an der Khomas High School ihren Sekundarschulabschluss. Bereits während ihrer Schulzeit engagierte sich Theofelus politisch zu Fragen der Gleichberechtigung, Kinderrechten, nachhaltiger Entwicklung und Jugendarbeitslosigkeit. So war sie von 2013 bis 2014 Jugendbürgermeisterin der Stadt Windhoek. 2014 wurde sie stellvertretende Sprecherin des Kinderparlaments, eine Rolle, die sie drei Jahre ausübte. Daneben war sie von 2015 bis 2016 Botschafterin der USAID/LifelineChildine-Initiative. Von 2017 bis 2020 war sie Mitglied im National Council of Higher Education Board.
Theofelus studierte an mehreren Universitäten. Sie machte ein Diplom in Business Management an der Amity Universität, ein Diplom in Afrikanischen Feminismus- und Gender-Studien an der Universität von Südafrika und einen Bachelor of Laws (LLB) an der Universität von Namibia. Während ihres Studiums engagierte sie sich 2018 als Geschäftsführerin der Student Union und war von 2018 bis 2019 Beraterin für rechtliche Fragen der Namibian National Students Organisation. Von 2018 bis 2020 war sie Commissioner für UNESCO Namibia.
2018 wurde sie Vize-Vorsitzende des Global Entrepreneurs Network Namibia Board. Nach ihrem Studienabschluss war sie als Beamtin für Rechtsfragen im Justizministerium tätig. Beides beendete sie mit Beginn ihrer parlamentarischen Karriere.

## Politik
Im März 2020 wurde Emma Theofelus von Präsident Hage Geingob als nicht-stimmberechtigte Abgeordnete der namibischen Nationalversammlung berufen. Der Präsident Namibias kann jeweils acht Personen ohne Stimmberechtigung ins Parlament berufen, die eine besondere Expertise mitbringen. Sie war mit 23 Jahren die jüngste Abgeordnete Namibias.
Nur wenige Tage später wurde sie von Geingob zur Vizeministerin im Ministerium für Information und Kommunikationstechnologie ernannt. Sie war damit der jüngste Mensch, der jemals einem Ministerposten im südlichen Afrika innehatte. Ein Kommentator wertete die Berufung als Reaktion auf das schlechte Ergebnis der SWAPO bzw. Geingobs bei den Parlaments- und Präsidentschaftswahlen 2019 und Geingobs Wunsch, auf die Jugend zuzugehen, und lobte, dass die Berufung tatsächlich „gut für Namibia und für die Jugend des Landes“ sei.
Im Februar 2024 übernahm sie im Kabinett Mbumba das Ministeramt, das sie im Kabinett Nandi-Ndaitwah ab dem 22. März 2025 behielt.

## Ehrungen
- 2020 wurde Emma Theofelus auf die Liste der 100 einflussreichsten Afrikanerinnen gesetzt. Theofelus war die jüngste Frau auf der Liste und nur eine von zwei Namibierinnen. Die Liste wird von der PR-Firma Avance Media erstellt.[11]
- 2021 nahm die BBC Theofelus auf die Liste der 100 weltweit inspirierendsten und einflussreichsten Frauen für das Jahr auf.[12]
- 2022: United Nations Population Award der Vereinten Nationen[13]
- 2022: Emerging African Leader of the Year[14]